# Musée Théodore-Monod d'Art africain
Pour d'autres musées d'art africain, voir Musée d'art africain (homonymie).
Le musée Théodore-Monod d'art africain, longtemps appelé musée de Dakar ou musée de l'IFAN, est un musée situé à Dakar et faisant partie de l’Institut fondamental d'Afrique noire (IFAN), au sein de l'université Cheikh-Anta-Diop.
Il fait partie des sites officiels accueillant les œuvres exposées lors de la Biennale de Dakar.

## Histoire

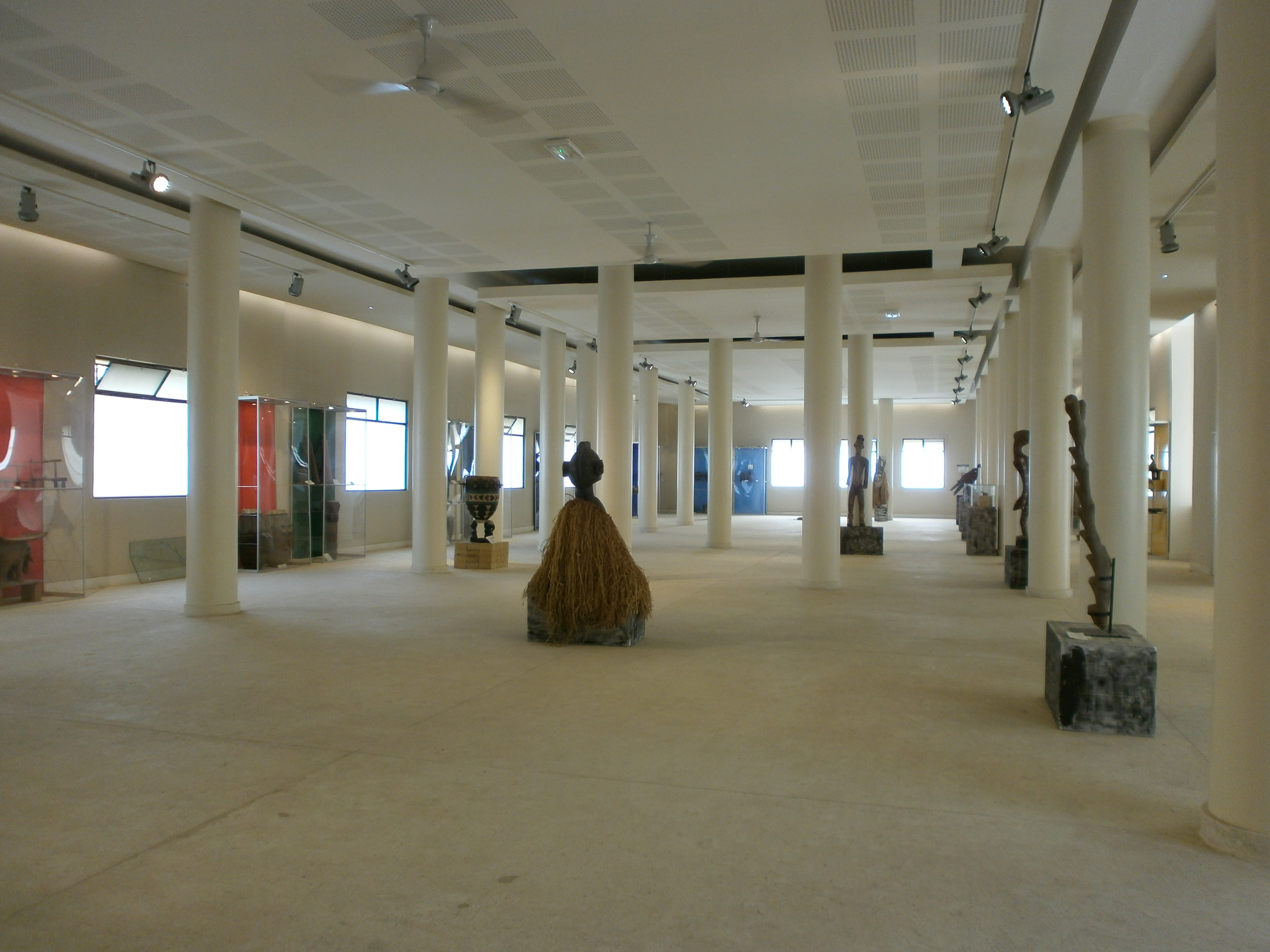
Salle d'exposition permanente, 1er étage.

Situé sur la place Soweto à côté du siège de l'Assemblée nationale, le bâtiment a été construit en 1931 dans le style néo-soudanais en vogue alors et a d'abord abrité le siège de l’Administration générale de l'AOF, puis le musée après la création en 1936 par Théodore Monod de l'Institut français d'Afrique noire (IFAN), qui changera de nom sans changer de sigle dans les années 1960. C'est seulement à ce moment-là que les collections sont véritablement mises à la disposition du public. Toutefois, le premier enregistrement d'objet date de 1941.
Le musée a été rénové en 1995. De janvier 2005 à février 2008, le conservateur a été Abdoulaye Camara.
Longtemps dénommé Musée d'art africain, il change de nom en 2007, par le décret présidentiel no 2007-1528 du 13 décembre 2007 et prend celui de Musée Théodore-Monod d'art africain.

## Collections

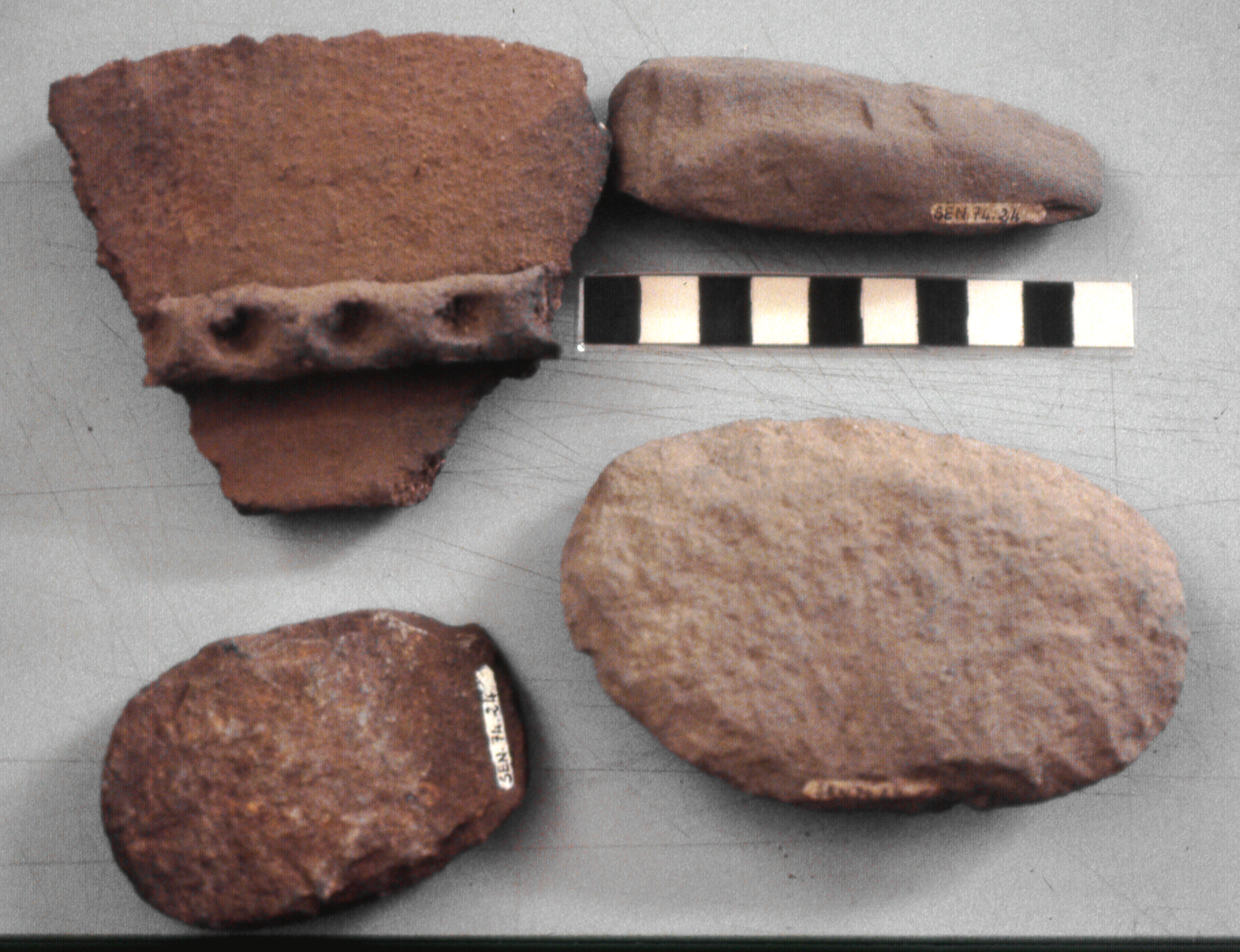
Collection d'artefacts préhistoriques en provenance du Sénégal

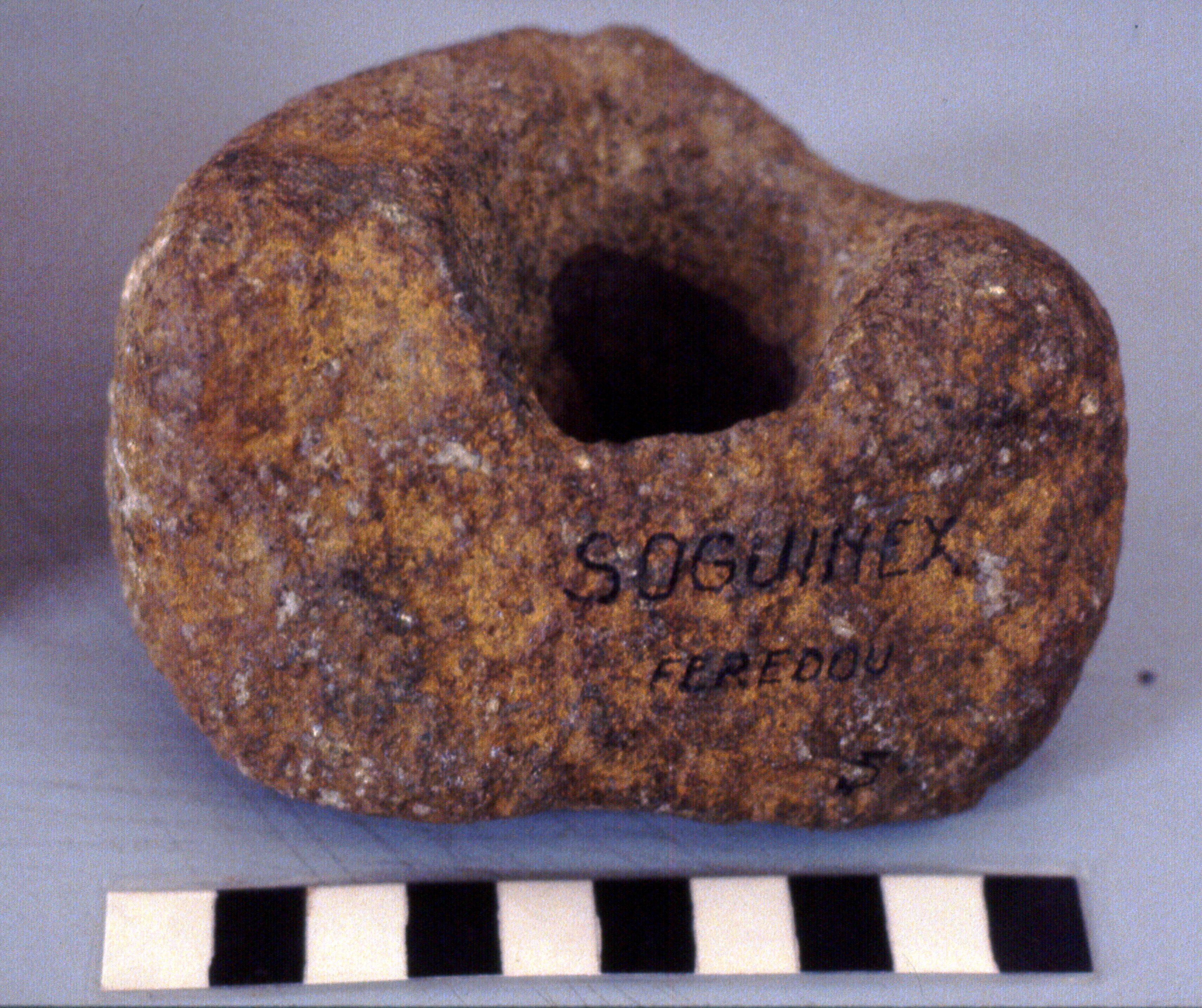
Pierre perforée de Guinée (Feredou)

Le musée est consacré aux arts et traditions de l'Afrique de l'Ouest et possède environ 9 000 objets dont environ 300 sont présentés au public de façon permanente.
Quoique de taille plus modeste, il présente des analogies avec le musée de l'Homme de Paris, mettant en scène plusieurs situations de la vie quotidienne, comme les rites d'apaisement chez les Yorubas du Nigeria ou les sorties de masques chez les Sénoufos de Côte d'Ivoire. Si les masques sont bien représentés, on y trouve également des objets sculptés tels que des statuettes, des portes, des sièges ou des tambours. Le rôle majeur de l'or dans le commerce transsaharien est évoqué par nombre de boîtes et bijoux divers. Des exemples des principales activités artisanales d'Afrique de l'Ouest sont exposés : poteries, céramiques, vanneries et textiles d'une grande variété de couleurs et de matériaux.
Le deuxième étage est consacré aux expositions temporaires. Par exemple, en 2007, « Témoins de fécondité et fertilité » montre l'importance des rites accompagnant et favorisant la fertilité et la fécondité dans certaines populations de l'Ouest africain.